# روبيرتا فينسي
روبيرتا فينسي (بالإيطالية: Roberta Vinci)‏ لاعبة كرة مضرب إيطالية مواليد 18 فبراير 1983 ، حتى 11 فبراير 2013 تحتل روبيرتا المركز 16 في تصنيف رابطة محترفات التنس وفازت بـ 25 بطولة لرابطة المحترفات - سبع بطولات في فئة الفردي و 18 بطولة في فئة الزوجي- .

## روابط خارجية
- روبيرتا فينسي على موقع رابطة محترفات التنس (الإنجليزية)
- روبيرتا فينسي على موقع الاتحاد الدولي لكرة المضرب (الإنجليزية)
- روبيرتا فينسي على موقع كأس بيلي جين كينغ (الإنجليزية)
- روبيرتا فينسي على موقع خلاصة التنس.كوم (الإنجليزية)
- روبيرتا فينسي على موقع إي إس بي إن.كوم (الإنجليزية)
- روبيرتا فينسي على موقع أوليمبيديا (الإنجليزية)